# 전환규
전환규(全煥揆, 1980년 2월 12일 ~ )는 대한민국의 희극 배우 겸 가수, VJ이다.

## 학력
- 서울예술대학교 연극과

## 방송
- 《리얼개그 무리한 첫 경험》
- 《무조건 기준! 그 속이 알고 싶다》
- 《코미디 하우스》
- 《웃으면 복이와요》
- 《웃는 DAY》
- 《개그야》
- 《웃고 또 웃고》
- 《맹꽁서당》
- 《누구세요?》
- 《슈퍼 바이킹》
- 《이데일리 매력 투자 하이파이브》
- 《KTV 국민안전 기동대장》
- 《GTB 강원민방 청소년블로그 통통》
- 《MBC 파워 매거진》
- 《섹션TV 연예통신》
- 《코미디 빅리그 시즌 1》
- 《코미디 빅리그 시즌 2》
- 《코미디 빅리그 시즌 3》
- 《뮤직 코믹쇼》
- 《지붕뚫고 하이킥!》
- 《위기탈출 넘버원》
- 《코미디의 길》
- 《6시 내고향》
- 《S의 비결》
- 《생활의 발견》

## 앨범
- 러브 스위치 (2011년)

참여 앨범
- 개그쇼 (2004년)
  - 〈성대모사/강원도 사투리〉

## 홍보대사
- 2008년 서울인형전시회 홍보대사
- 2012년 제24회 거창국제연극제 홍보대사

## 수상 경력
- 2006년 MBC 방송연예대상 코미디시트콤부문 남자 우수상
- 2008년 제16회 대한민국 문화연예대상 드라마방송부문 개그맨상

## 가족 관계
- 배우자 (1983년 ~ )
  - 장녀 (2015년 10월 14일 ~ )
  - 아들[1] (2020년 6월 13일 ~ )
  - 차녀[1] (2020년 6월 13일 ~ )